# 야마쿠라촌 (니가타현)
야마쿠라촌(山倉村)은 니가타현 기타칸바라군에 설치되었던 촌이다.